# Kerry Weaver
Kerry Weaver är en fiktiv läkare och en av huvudrollerna i TV-serien Cityakuten.
Läkaren Weaver, som spelas av Laura Innes, dök för första gången upp i serien i säsong 2. Det var meningen att Kerry Weaver bara skulle vara en gästkaraktär, men fick bli en av huvudkaraktärerna i serien i säsong 3. År 2006 var hon den som varit med längst i serien. Hon slutar senare i säsong 13 i " A House Divided " för att flytta till Florida.
Väldigt lite av Weavers bakgrund avslöjades i början av serien. Publiken fick se en hårt arbetande doktor, fylld av ambition och som aldrig bröt en enda regel. Det enda man fått veta om Kerry Weavers bakgrund är att hon har ett höftfel som gör att hon måste gå med krycka, och att hon bodde i Afrika innan hon började på akuten. Detta avslöjades i samband med att hennes före detta afrikanska pojkvän kom och hälsade på. 
Weaver kom till sjukhuset och arbetade sig snabbt uppåt och blev till slut chef för hela sjukhuset. Hon har stöttat de flesta av sina kollegor, fast hos många såg man henne som en kall och känslolös person.
Weaver inser i en säsong att hon är lesbisk och hittar till slut Sandy som hon får sonen Henry med. Sandy som är brandman, avlider senare på sjukhuset efter att ha skadats i en olycka.